# Anna Ferruzzo
Anna Ferruzzo (Taranto, 17 febbraio 1966) è un'attrice italiana.

## Biografia
Matura le prime esperienze artistiche in ambito teatrale. Collabora con Davide Iodice e Mauro Maggioni nello spettacolo Io non mi ricordo niente. È con Renato Carpentieri in varie edizioni di Museum e negli spettacoli I quaderni di Serafino Gubbio e Luoghi comuni. In seguito le collaborazioni con Giancarlo Sepe nello spettacolo Morso di luna nuova (2009) e con Massimo Wertmüller con il quale dirige e interpreta a teatro la lettura A memoria (2005) e In nome della madre (2010).
Debutta al cinema accanto a Paolo Villaggio in Azzurro del 2000. Edoardo Winspeare la dirige ne Il miracolo. Tra le esperienze cinematografiche di maggior rilievo Anime nere e Saimir di Francesco Munzi, Isole regia di Stefano Chiantini, Marpiccolo di Alessandro Di Robilant. Con il film Il padre d'Italia di Fabio Mollo è candidata nella categoria attrice non protagonista ai Nastri d'argento 2017.
Tra le esperienze televisive più importanti le miniserie  Pane e libertà, regia di Alberto Negrin e La leggenda del bandito e del campione, regia di Lodovico Gasparini.

### Vita privata
Nel 2018 si è sposata con l'attore Massimo Wertmüller.

## Teatro
- Il berretto a sonagli, di Luigi Pirandello, regia di I. De Gennaro (1992)
- L'uomo, la bestia e la virtù, di Luigi Pirandello, regia di I. De Gennaro (1993)
- Noblesse oblige, testo e regia di Bino Gargano (1995)
- La città di porpora, di Annabella Cerliani, regia di Michele Mirabella (1996)
- Le divine compagne di merende, regia di Leo Pantaleo (1997)
- La regina in catene, testo e regia di Mauro Maggioni (1998)
- Terre Mobili, testo e regia di Davide Iodice e Mauro Maggioni (1999)
- La neve era bianca, regia di Mauro Maggioni (1999)
- Io non mi ricordo niente, testo e regia di Davide Iodice e Mauro Maggioni (2000)
- Sogno di una notte di mezza estate, di William Shakespeare, regia di Mauro Maggioni e Giovanni Guarino (2000)
- Cane nero, testo e regia di Mauro Maggioni (2001)
- Le rose di Franz, testo e regia di Mauro Maggioni (2002)
- Voglio una voce, regia di Anna Ferruzzo (2002)
- Affronti, testo e regia di Alfonso Santagata (2003)
- Edipo re, di Sofocle, regia di Alessandro Vantini (2004)
- La Tessitrice (Racconti dall’Iliade), regia di P. Randi (2004)
- Giovanna d'Arco, testo e regia di Fabio Omodei (2005)
- A memoria, di e con Massimo Wertmüller e Anna Ferruzzo (2005)
- La donna giusta, di Sándor Márai, regia di Lello Serao (2007)
- I quaderni di Serafino Gubbio, da Luigi Pirandello, regia Renato Carpentieri (2007)
- Luoghi affatto comuni, da Pino Corrias, regia di Renato Carpenntieri (2008)
- Vu come Vian, regia di Anna Ferruzzo (2009)
- Morso di luna nuova, di Erri De Luca, regia di Giancarlo Sepe (2009)
- Dal mare, testo e regia Piero Gaffuri (2010)
- In nome della madre, di Erri De Luca, regia di Massimo Wertmüller e Anna Ferruzzo (2010)
- Dal Risorgimento, regia di Massimo Wertmüller e Anna Ferruzzo (2011)
- La gente di Cerami, da Vincenzo Cerami, regia di Norma Martelli (2016)
- Iliade (reading), regia di Massimo Wertmüller e Anna Ferruzzo (2016)

## Filmografia

### Cinema
- Ballata alla città dei due mari, regia di Leo Pantaleo - cortometraggio (2000)
- Azzurro, regia di Denis Rabaglia (2000)
- Il miracolo, regia di Edoardo Winspeare (2003)
- Saimir, regia di Francesco Munzi (2004)
- Anche libero va bene, regia di Kim Rossi Stuart (2005)
- Passato presente, angeli laici cadono, regia di Tonino De Bernardi (2006)
- Ad arte, regia di Massimo Wertmüller (2006)
- Io non lo so, regia di Paolo Damosso (2007)
- Stella, regia di Gabriele Salvatores - cortometraggio (2009)
- L'altra metà, regia di Pippo Mezzapesa - cortometraggio (2009)
- Marpiccolo, regia di Alessandro Di Robilant (2009)
- Le case bianche, regia di Emanuele Tammaro e Mauro Ascione (2009)
- Cado dalle nubi, regia di Gennaro Nunziante (2009)
- Isole, regia di Stefano Chiantini (2011)
- Una domenica notte, regia di Giuseppe Marco Albano (2011)
- Pulce non c'è, regia di Giuseppe Bonito (2012)
- Si può fare l'amore vestiti?, regia di Donato Ursitti (2012)
- L'ultima ruota del carro, regia di Giovanni Veronesi (2013)
- AnnA, regia di Giuseppe Marco Albano - cortometraggio (2013)
- Stalker, regia di Luca Tornatore (2014)
- Anime nere, regia di Francesco Munzi (2014)
- Pecore in erba, regia di Alberto Caviglia (2015)
- Il tema di Jamil, regia di Massimo Wertmüller - cortometraggio (2015)
- Maria, regia di Francesco Afro De Falco - cortometraggio (2016)
- Thriller, regia di Giuseppe Marco Albano (2016)
- Le ultime cose, regia di Irene Dionisio (2016)
- Il padre d'Italia, regia di Fabio Mollo (2017)
- Una questione privata, regia di Paolo e Vittorio Taviani (2017)
- Fabrizio De André - Principe libero, regia di Luca Facchini (2018)
- Anche senza di te, regia di Francesco Bonelli (2018)
- In viaggio con Adele, regia di Alessandro Capitani (2018)
- Ovunque proteggimi, regia di Bonifacio Angius (2018)
- L'amore a domicilio, regia di Emiliano Corapi (2020)
- Il Divin Codino, regia di Letizia Lamartire (2021)
- Appunti di un venditore di donne, regia di Fabio Resinaro (2021)
- Atlas, regia di Niccolò Castelli (2021)
- Takeaway, regia di Renzo Carbonera (2021)
- Per lanciarsi dalle stelle, regia Andrea Jublin (2022)
- L'invenzione della neve, regia di Vittorio Moroni (2023)
- Palazzina Laf, regia di  Michele Riondino (2023)
- Dieci minuti, regia di Maria Sole Tognazzi (2024)
- La tartaruga, regia di Fabrizio Nardocci (2024)

### Televisione
- Diritto di difesa episodio Ultime volontà, regia di Donatella Maiorca (2004)
- Delitti imperfetti, regia di Alexis Sweet (2004)
- Una cosa in mente - San Giuseppe Benedetto Cottolengo, regia di Paolo Damosso - film TV (2004)
- Nati ieri, regia di Paolo Genovese e Luca Miniero (2005)
- Distretto di Polizia – serie TV, episodi 5x12-8x02-9x08 (2005-2009)
- R.I.S. 2 - Delitti imperfetti, regia di Alexis Sweet - serie TV, episodio 2x15 (2006)
- Un caso di coscienza 3, regia di Luigi Perelli - serie TV (2007)
- Incantesimo 9, registi vari (2007)
- Pane e libertà, regia di Alberto Negrin - film TV (2008)
- Mannaggia alla miseria, regia di Lina Wertmüller - film TV (2008)
- Noi due, regia di Massimo Coglitore - film TV (2008)
- Crimini bianchi, regia di Alberto Ferrari (2008)
- La scelta di Laura, regia di Alessandro Piva (2008)
- Un caso di coscienza 4 - serie TV, regia di Luigi Perelli (2008)
- Tutta la musica del cuore, regia di Ambrogio Lo Giudice  (2009)
- La leggenda del bandito e del campione, regia di Lodovico Gasparini (2010)
- Don Matteo 8, regia di Carmine Elia (2011)
- La Certosa di Parma, regia di Cinzia TH Torrini (2012)
- Che Dio ci aiuti 2, regia di Francesco Vicario (2013)
- Un caso di coscienza 5, regia di Luigi Perelli (2013)
- Il tredicesimo apostolo - La rivelazione, regia di Alexis Sweet (2014)
- Braccialetti rossi,  regia di Giacomo Campiotti (2014)
- Una pallottola nel cuore, regia di Luca Manfredi (2014)
- Mio Duce ti scrivo, regia di Massimo Martella (2015)
- Questo è il mio paese, regia di Michele Soavi (2015)
- Il sindaco pescatore, regia di Maurizio Zaccaro (2016)
- Non è stato mio figlio, regia di Alessio Inturri (2016)
- In arte Nino, regia di Luca Manfredi (2017)
- Liberi sognatori - Una donna contro tutti, regia di Fabio Mollo - film TV (2018)
- Il commissario Montalbano, regia di Alberto Sironi - serie TV, episodio: L’altro capo del filo (2019)
- Made in Italy regia di Luca Lucini e Ago Panini - serie TV, 7 episodi (2019)
- Io ricordo, Piazza Fontana, regia di Francesco Miccichè – docudrama (2019)
- Bella da morire, regia di Andrea Molaioli - serie TV, 5 episodi (2020)
- Un passo dal cielo - serie TV, episodio 6x07 (2021)
- Il re, regia di Giuseppe Gagliardi – serie TV, episodio 1x01 (2022)
- Giustizia per tutti, regia di Maurizio Zaccaro - miniserie TV, puntata 2 (2022)
- The Good Mothers, regia di Julian Jarrold e Elisa Amoruso - serie TV, 5 episodi (2023)
- Le donne di Pasolini, regia di Eugenio Cappuccio - docufilm (2023)
- Il metodo Fenoglio - L’estate fredda, regia di Alessandro Casale - serie TV, episodi 1x04-1x06 (2023)
- Per Elisa - Il caso Claps, regia di Marco Pontecorvo - miniserie TV (2023)
- La Storia, regia di Francesca Archibugi - serie TV (2024)
- La vita che volevi, regia di Ivan Cotroneo - serie TV, episodi 1x03-1x04-1x05 (2024)
- Il Gattopardo, regia di Tom Shankland, Laura Luchetti e Giuseppe Capotondi – miniserie TV, episodi 1-4 (2025)

## Riconoscimenti
- 2017 – Nastro d'argento
  - Candidatura Miglior attrice non protagonista per Il padre d'Italia[5]